# گوریتزیا
گوریتسیا (به ایتالیایی: Gorizia) یک کومونه در ایتالیا است که در استان گوریتزیا واقع شده‌است.

## خصوصیات
گوریتسیا ۴۱ کیلومترمربع مساحت و ۳۵٬۹۸۰ نفر جمعیت دارد و ۸۴ متر بالاتر از سطح دریا واقع شده‌است.

## خواهرخوانده
شهرهای زالائگرسگ، لینتس، کیلتس، لیینتس، ساساری، فنلو و کلاگن‌فورت خواهرخوانده‌های گوریتسیا هستند.

## نگارخانه

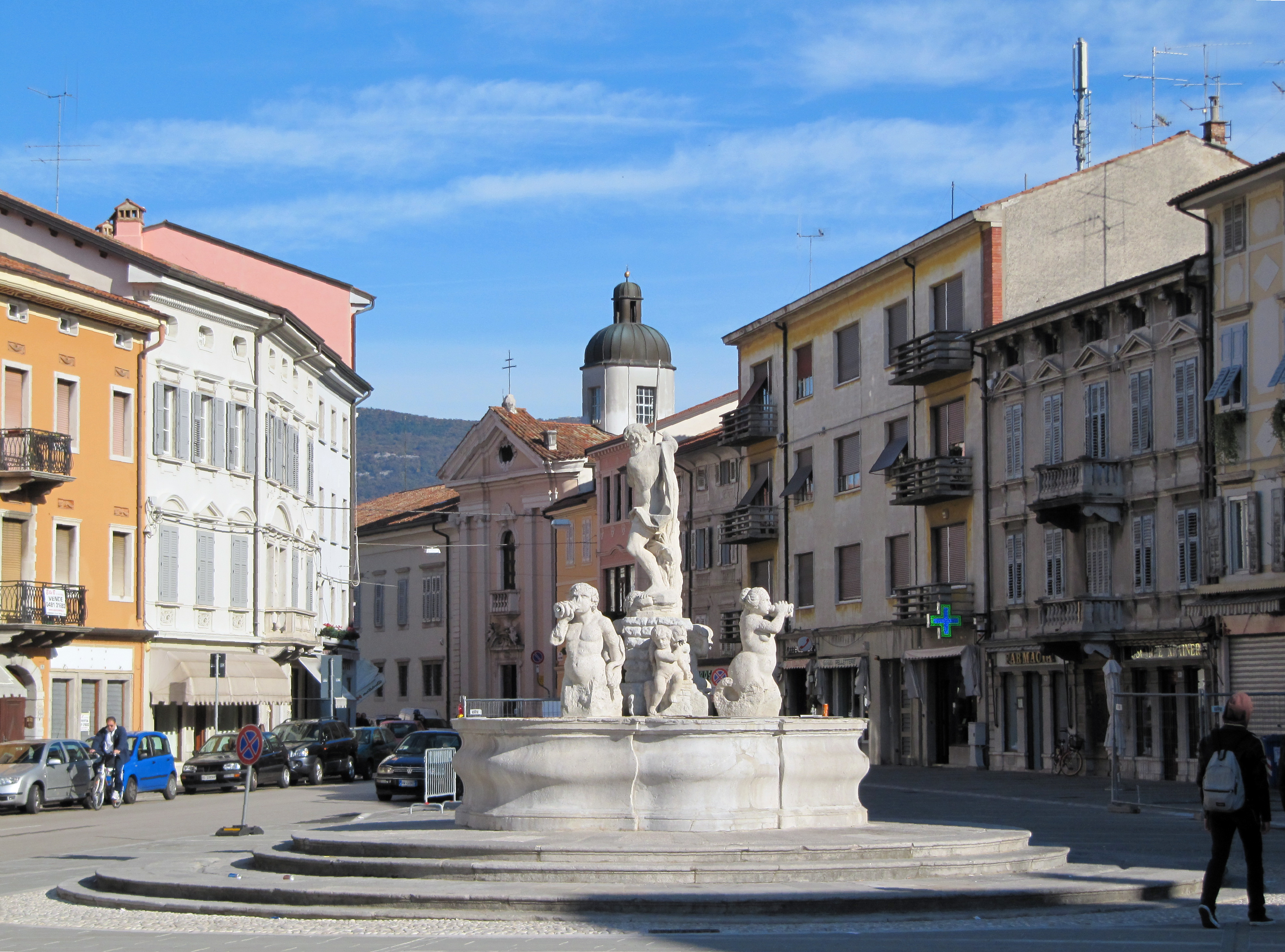
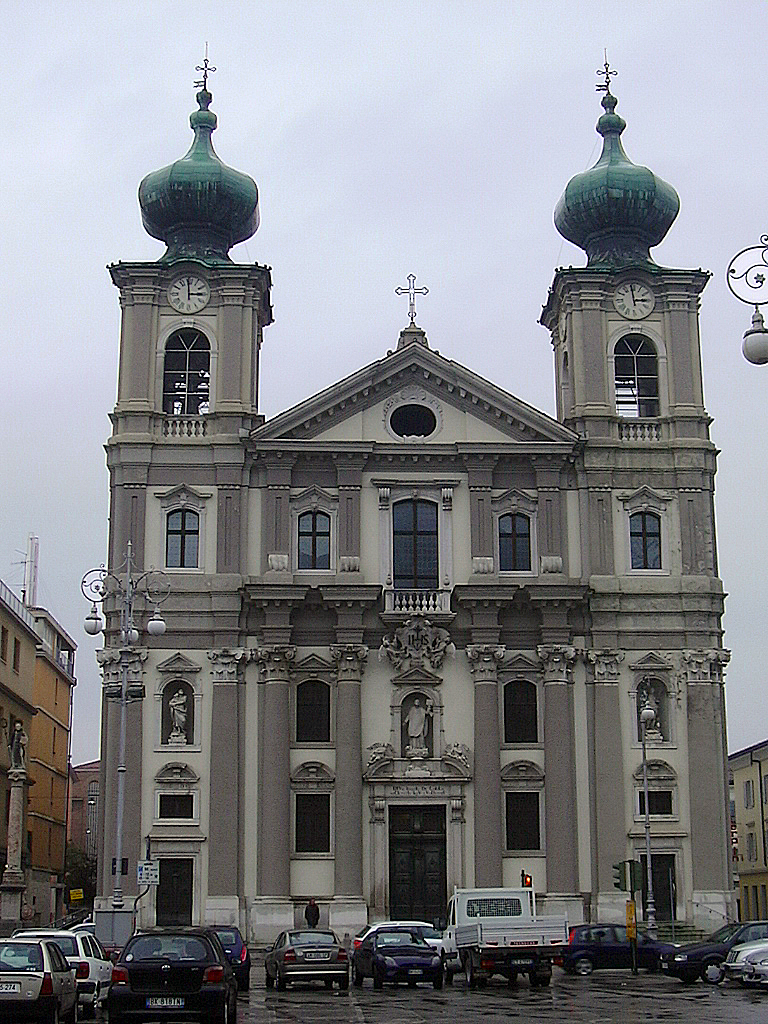
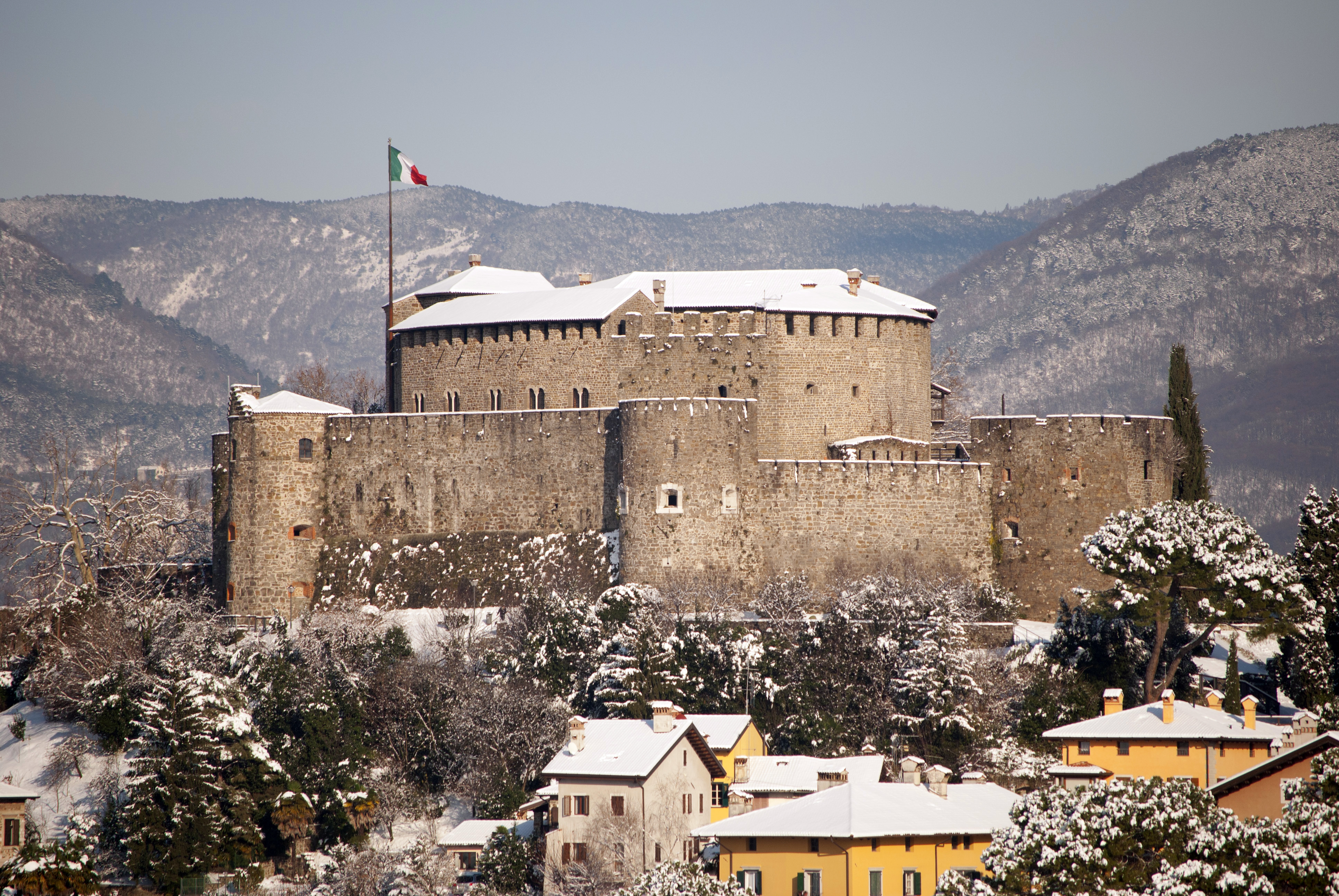
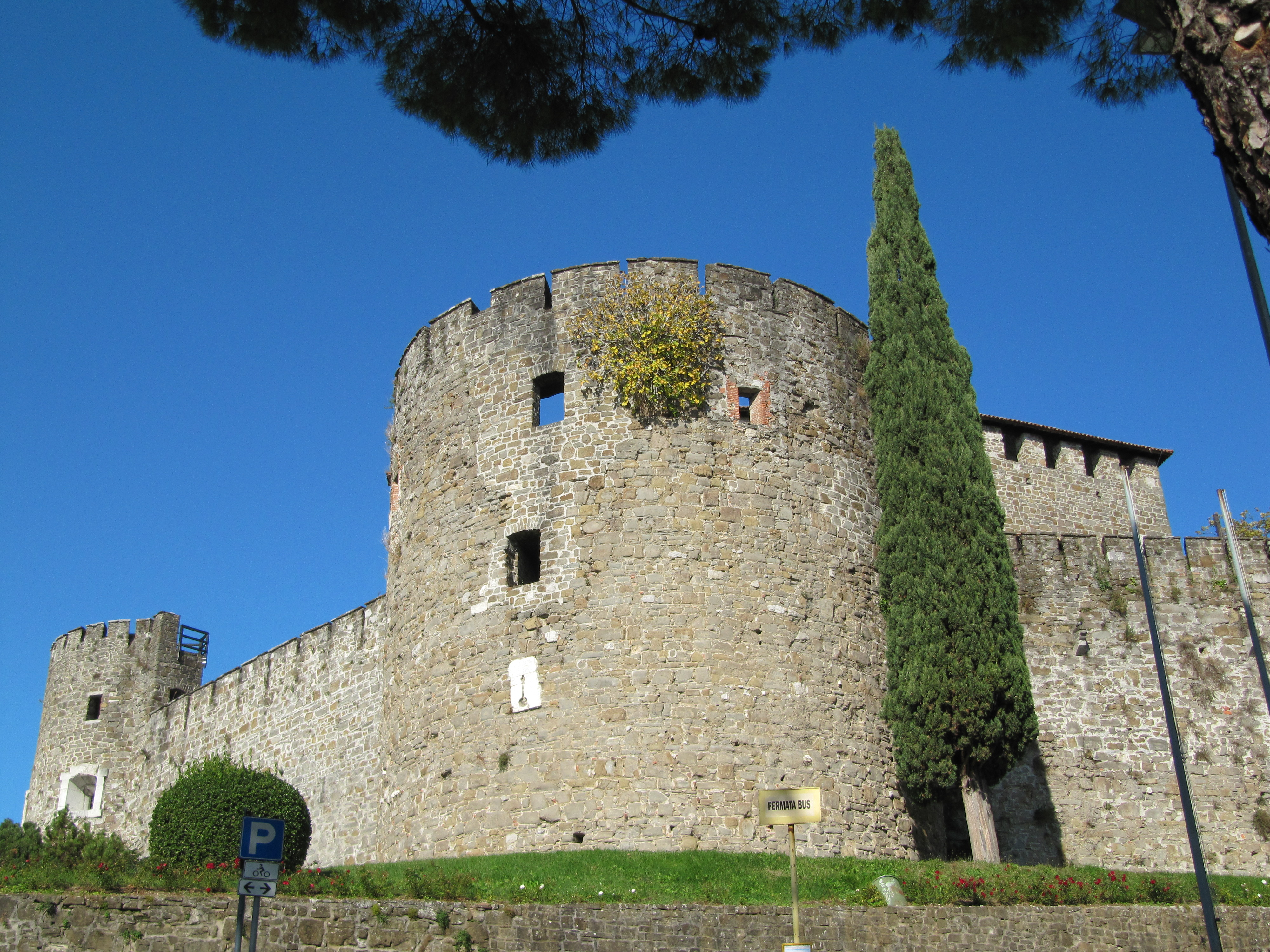
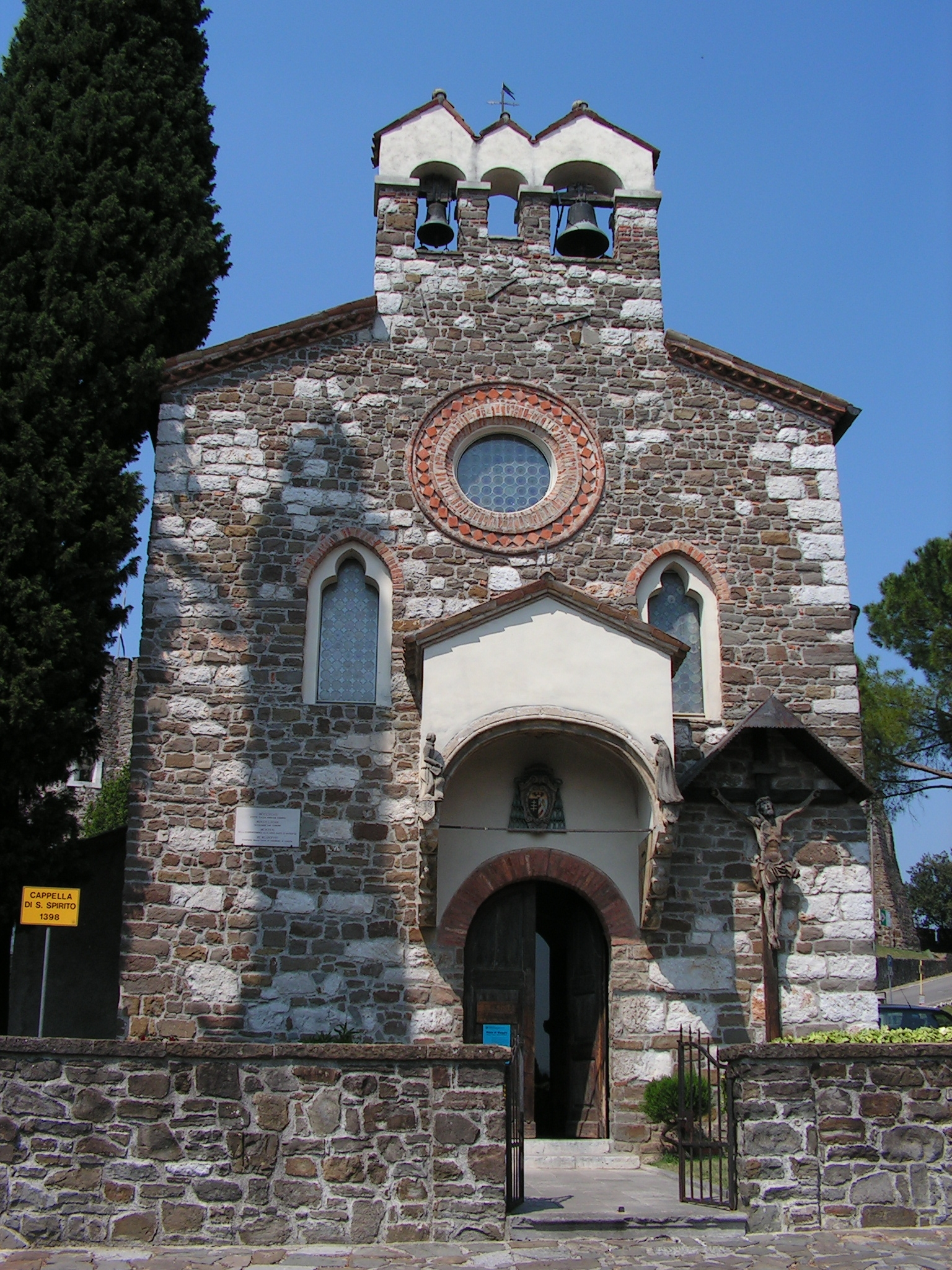
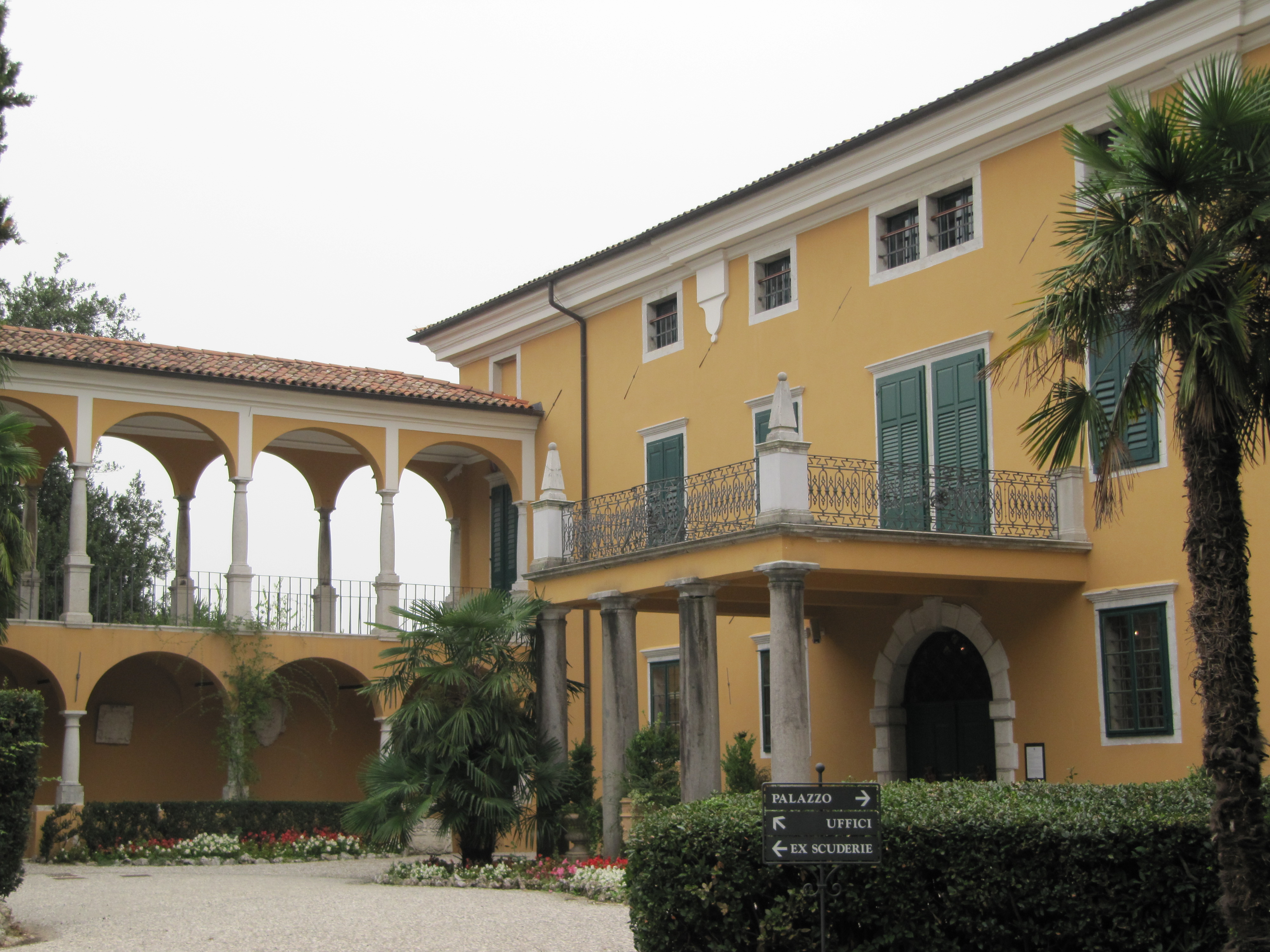